# Dombeya tiliacea
Dombeya tiliacea és una espècie de planta de la família de les malvàcies originària de Sud-àfrica. Es troba als marges dels boscos o al bosc on hi ha una humitat per sobre de la mitjana, i un cert grau d'ombra. Es distribueix per Malawi, Moçambic, Zimbàbue, Uganda, Kenya, Sud-àfrica, Eswatini i Tanzània.
És un arbust o un petit arbre que arriba a mesurar fins a 8 m d'alçada, només ocasionalment pot arribar a 10 m. Creix en matollars mixtes en vessants o als marges de boscos perennes. L'escorça grisa, aspre, els branquillons presenten lenticel·les. Les fulles són petites, en forma de cor, d'uns 3-10 x 2-3 cm, sovint lleugerament trilobades. A l'anvers hi presenten pocs pèls però aspres. Al revers, són més pàl·lides i presenten pèls curts i suaus, normalment amb 5 nervis a la base cada un dirigint-se a una de les dents que donen un aspecte serrat al marge. Són peciolades. Les flors són de color blanc, d'uns 1,3 cm de diàmetre, es disposen axilarment en raïms grans i desprenen un perfum endolcit. El fruit és una petita càpsula d'uns 4mm de diàmetre cobert de petits pèls cobert pels pètals marrons oxidats i secs. (Maig/Juny).